# Raz po raz
Raz po raz – singel polskiego zespołu rockowego Perfect, promujący siódmy album zespołu pt. XXX. Utwór został napisany przez Bogdana Olewicza, a skomponował go Dariusz Kozakiewicz. 
Teledysk do utworu został opublikowany 23 grudnia 2010 roku.

## Pozycje na listach przebojów
| Notowanie (2010) | Najwyższa pozycja | Źródło |
| ---------------- | ----------------- | ------ |
| LP3              | 33                | [ 3 ]  |

| Notowanie (2017) | Najwyższa pozycja | Źródło |
| ---------------- | ----------------- | ------ |
| AirPlay Top 100  | 73                | [ 4 ]  |